# 小間漁港

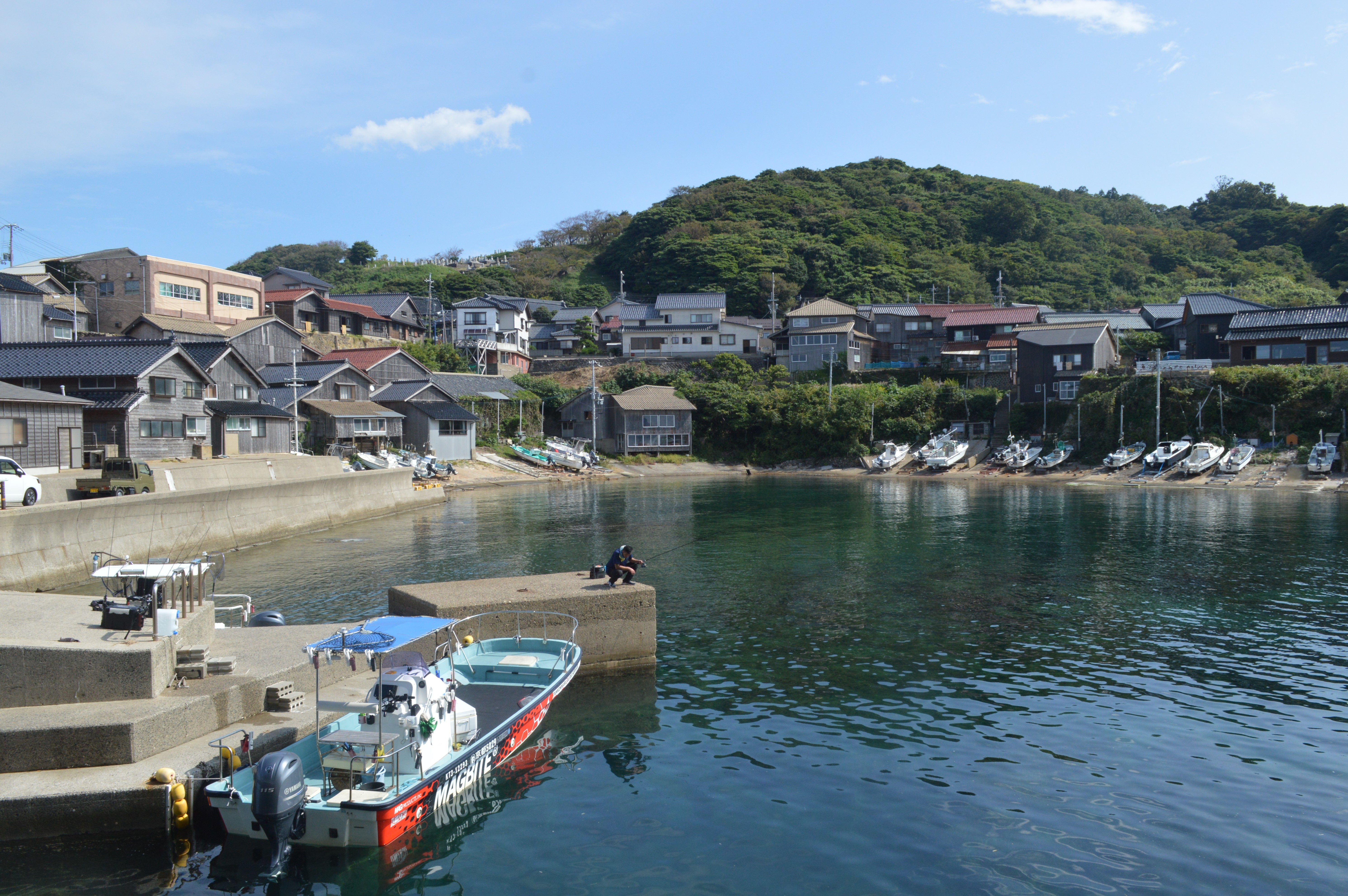
小間漁港

小間漁港（こまぎょこう）は、京都府京丹後市丹後町間人にある港。漁港漁場整備法（昭和25年5月2日法律第137号）第1章第5条に規定する第1種漁港である。
なお、丹後町間人には第2種漁港の間人漁港もある。

## 概要
- 所在地 - 京都府京丹後市丹後町間人
- 管理者 - 京丹後市
- 漁業協同組合 - 京都府漁業協同組合 間人出張所
- 組合員数 -
- 漁港番号 - 3010220

## 沿革

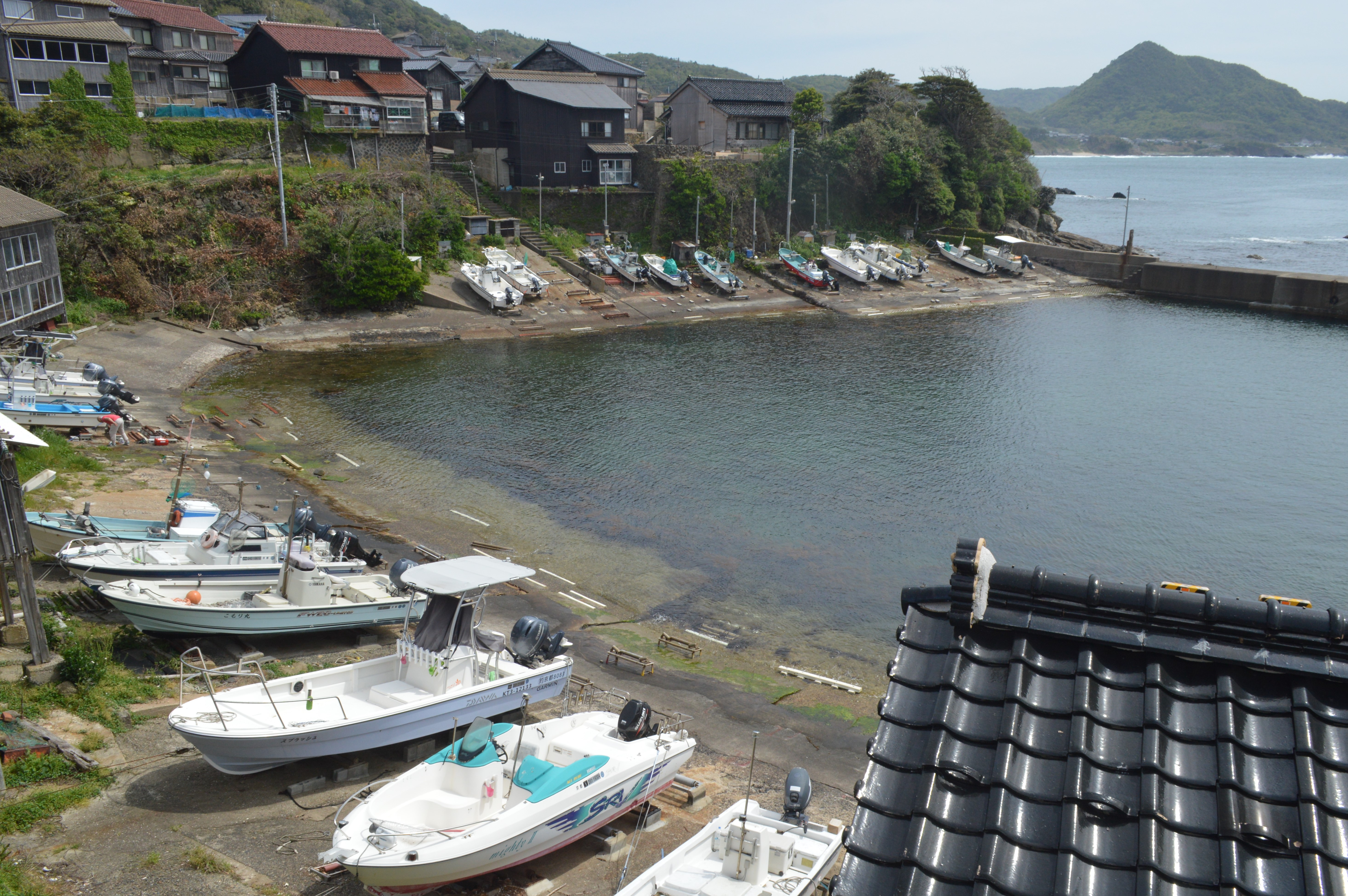
小間漁港

- 明治初期頃 - 漁民の自主的奉仕によって積石防波堤（約20m）を築造[1]。
- 1928年（昭和3年） - 港内浚渫工事を施工[1]。
- 1950年（昭和25年）のジェーン台風や1951年（昭和26年）のルース台風などで施設が大破[1]。
- 1952年（昭和27年）2月29日 - 第1種漁港に指定[2]。
- 1956年（昭和31年） - 城島防波堤（35m）と谷の鼻防波堤（49m）を築造[1]。
- 1973年（昭和48年） - 谷の鼻防波堤（34.5m）を築造[1]。

## 主な魚種
- ブリ[2]
- イカ類[2]

## 主な漁業
- 小型定置網
- 小型底引網
- 採貝藻漁業